# Espacio rururbano

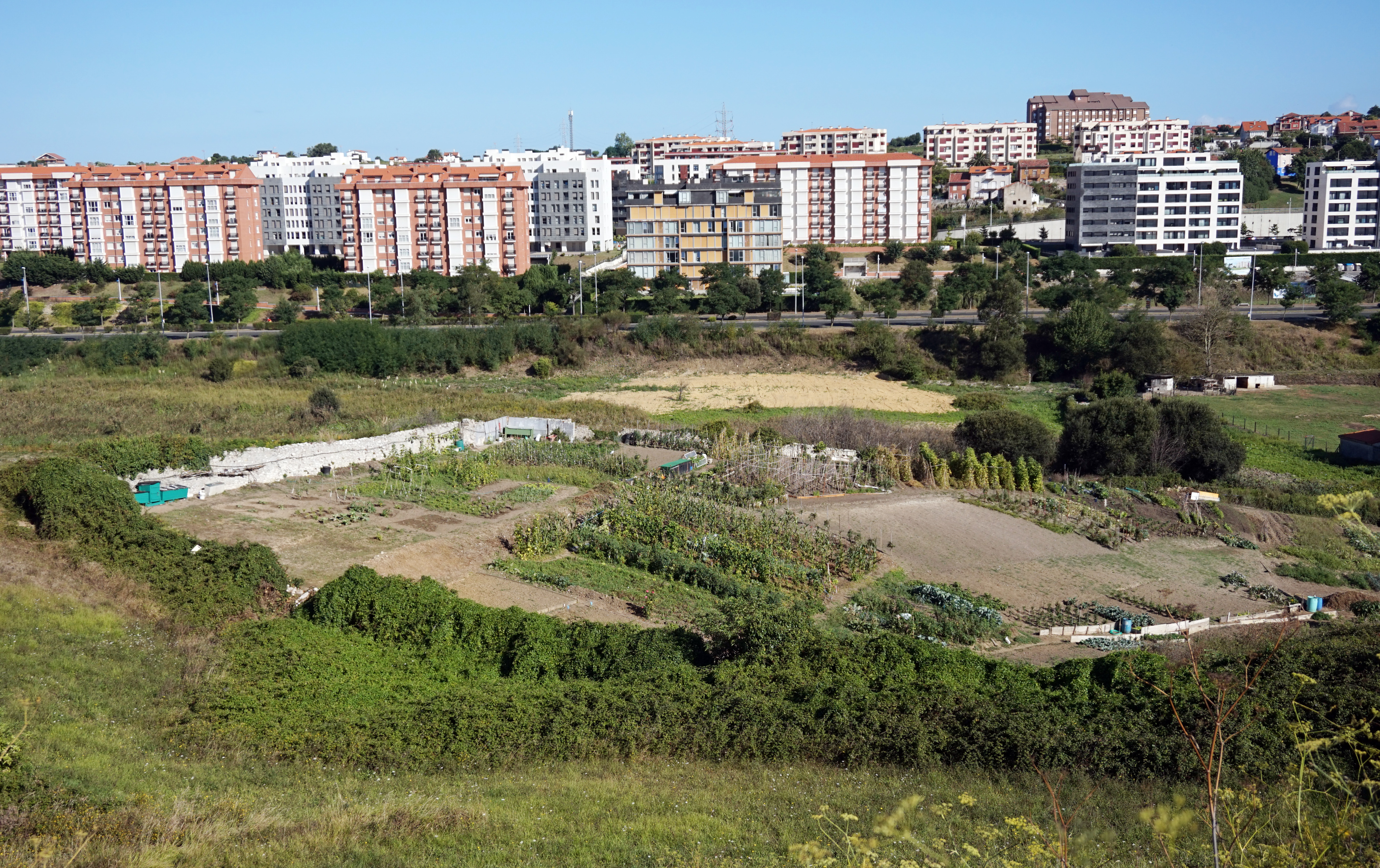
Entorno rururbano en la ciudad de Santander (España), un área de creciente expansión y superposición de elementos y funciones urbanas y rurales.

Un espacio rururbano es un territorio antes totalmente rural que en la actualidad se utiliza para fines industriales o urbanos. Es decir, un espacio no urbano en el que, junto a los campos de cultivo agrícola, se ubican RoRo agrícolas, autopistas, campos fotovoltaicos, estaciones depuradoras de aguas residuales, líneas de alta tensión, invernaderos, instalaciones deportivas, etc. Igualmente se asume como un espacio en donde confluyen dinámicas propias de la ciudad y otras propias del campo, un híbrido entre lo urbano y lo rural. 
En algunos países lo rururbano suele estar identificado con la periferia urbana o asentamientos suburbanos de las ciudades, en donde existe una transformación progresiva en el uso del suelo.

## Origen
Los espacios rururbanos tienen un origen reciente, pero son cada vez más frecuentes y muestran que la antigua dicotomía entre el mundo rural y el urbano ya no puede seguir siendo válida para estudiar el poblamiento de un territorio.